# Kościół św. Wincentego à Paulo w Warszawie
Kościół świętego Wincentego à Paulo – rzymskokatolicki kościół znajdujący się na terenie cmentarza Bródnowskiego w warszawskiej dzielnicy Targówek. Należy do parafii św. Wincentego a Paulo.

## Historia
Świątynia została wybudowana w latach 1887–1888. Poświęcona w dniu 28 października 1888 przez księdza prałata Ignacego Durewicza, proboszcza parafii Matki Bożej Loretańskiej. Projektantem świątyni był Edward Cichocki. Do jego budowy zostało użyte, przekazane przez prezydenta miasta Sokrata Starynkiewicza, sosnowe drewno pochodzące z rusztowania wykorzystanego wcześniej w czasie remontu Kolumny Zygmunta III Wazy. Drewno nie było żywicowane, co zwiększyło jego odporność na szkodniki i wilgoć.
Kościół nie ucierpiał w czasie II wojny światowej. W latach 1952–1960 był kościołem parafialnym. W 1960 funkcję tę przejął wybudowany w południowo-wschodnim rogu cmentarza murowany kościół Matki Boskiej Częstochowskiej.
W 1990 roku świątynia została wpisana do rejestru zabytków. 

## Architektura i wnętrze
Kościół został wzniesiony techniką ryglową i kantową. Budowla posiada jedna nawę i konstrukcję szkieletową.
Świątynia reprezentuje styl neogotycki. Posiada prezbiterium zamknięte prostokątnie. Z jego lewej i prawej strony umieszczone są dwie zakrystie. Z przodu nawy oraz po bokach umieszczone są kruchty. Dach kościoła pokryty jest gontem. Nad przednią częścią nawy umieszczona jest czworoboczna wieżyczka zakończona hełmem z krzyżem.
Autorem bogatej polichromii jest Wiesław Kononowicz. Prezbiterium i chór wsparte są na drewnianych słupach. W bocznych ołtarzach znajdują się obrazy: św. Wincentego à Paulo, patrona świątyni, oraz Matki Boskiej Niepokalanie Poczętej.